# Silver (Sonic)
Pour les articles homonymes, voir Silver.
Silver the Hedgehog est un personnage de jeu vidéo issu de la franchise Sonic the Hedgehog. Il fait ses débuts dans le jeu Sonic the Hedgehog sorti en 2006. Il vient d'un futur apocalyptique de 200 ans et se caractérise par ses dons de télékinésie et de sa bienveillance.

## Biographie

### Sonic the Hedgehog(2006)
Silver cherchait l'origine du réveil d'Iblis, quand Blaze lui annonça que ce dernier était revenu, Silver vainquit le monstre, mais est fatigué de devoir faire ça indéfiniment. C'est alors que Mephiles apparut à lui et lui indique que le cœur d'Iblis serait Sonic 200 ans dans le passé. Mephiles envoie donc Silver dans le passé afin de tuer Sonic.
Silver arrive à Soleanna en plein Festival du Soleil voyant Sonic et la princesse Élise fuir le Dr. Eggman en quête de ressusciter Iblis. Il tentera de tuer Sonic une première fois au centre-ville de Soleanna avant d'être interrompu par le Dr. Eggman qui capture Élise. Amy Rose qui a assisté au combat entre Silver et Sonic s'interpose pour protéger ce dernier, Sonic en profite pour fuir. Silver essaiera de tuer Sonic une deuxième fois à la station terminale pour être interrompu par Shadow (que Silver prit d'abord pour Mephiles), un duel s'engage entre les deux hérissons et s'achève par la victoire de Shadow qui neutralise Silver avec un Chaos Control.
Après le combat, Silver et Shadow reviennent 10 ans en arrière via un Chaos Control pour découvrir que Mephiles et Iblis forment une seule et même entité : Solaris et que Élise est le cœur d'Iblis. Ayant compris que Sonic n'était pas le cœur d'Iblis, il aide le hérisson bleu à délivrer la princesse. Malheureusement, l'Egg Carrier s'écrase dans les montagnes tuant Eggman et Élise.
Silver eut l'idée de remonter dans le temps afin de sauver Élise avant le crash du vaisseau. Lui et Sonic invoquent donc un Chaos Control et, avant de partir, Sonic donne sa Chaos Emerald à Silver afin qu'il puisse sauver son avenir. De retour à son époque, Silver vit Blaze sceller Iblis à l'interieur de son âme.
Hélas dans le présent, Mephiles et Iblis fusionnent pour devenir Solaris et plonger le monde dans le chaos. Silver revient dans le présent pour trouver Sonic inanimé dans les bras d'Élise tué par Mephiles quelques instants avant. Élise sentait que Sonic était toujours en vie, mais qu'il fallait les 7 Chaos Emeralds pour le ramener à la vie. Une fois les 7 émeraudes réunies, Élise embrasse Sonic pour le ressusciter ce qui le transforme en Super Sonic. Il partage son pouvoir avec Shadow et Silver et le rejoignent pour vaincre Solaris. L'extinction de Solaris a pour conséquence d'annuler les événements du jeu.

### Sonic Rivals
Silver reçoit un signal de détresse, mais ne sait pas d'où il vient.
Il découvre plus tard que Eggman Nega est lié à ce signal et que ce dernier utilise un appareil photo qui transforme les gens et les objets en cartes. En raison de l'annulation des événements de Sonic the Hedgehog (2006) Sonic et Silver ne se reconnaissent pas.

### Sonic Rivals 2
Silver fait équipe avec Espio afin de stopper encore une fois Eggman Nega, qui veut se servir d'un monstre, l'Ifrit pour semer le chaos. À un moment, Silver tombera sur Knuckles et se battent. Plus tard, Silver, trop épuisé se fera redonner de l'énergie par Espio, tous deux finiront par vaincre Eggman Nega et l'Ifrit.

### Sonic Generations
Silver et les autres amis de Sonic préparaient l'anniversaire surprise de Sonic lorsqu'ils se font aspirer par le Time Eater. Il occupe le niveau Crisis City, et est le troisième rival en possession d'une Chaos Emerald, il faut le battre pour la récupérer.
Il encourage plus tard les deux Sonic face au Time Eater. Une fois celui ci détruit et le temps ramené à la normale, Silver et les autres poursuivent l'anniversaire de Sonic, non sans avoir dit au revoir à Classic Sonic.

### Sonic Forces
Silver est membre d'une Résistance fondée par Knuckles après qu'Eggman ait conquis 99% de la planète. Six mois après l'arrestation de Sonic par Infinite et en l'absence de Tails pour le reste des opérations, la Résistance dut s'en remettre à l'Avatar qui à survécu à une attaque d'Infinite à Sunset Heights. Les résistants finissent par localiser Sonic dans le Death Egg, ils purent monter à bord grâce à une navette. À bord de la station, Silver s'aperçoit que des cellules ont été vidées, et en conclut que les prisonniers ont été évacués d'une certaine manière.
Silver retrouve Infinite dans la Jungle Mystique et engage le combat contre lui, mais le hérisson gris perd face à ce dernier et Infinite s'apprêtait à lui donner le coup de grâce quand Sonic intervient pour sauver Silver, les deux hérissons purent rentrer au QG de la Résistance pour se reposer.
Silver participe ensuite à la bataille finale contre les forces d'Eggman, et vit Infinite générer un soleil virtuel pour achever la Résistance. Pendant ce temps, Sonic et l'Avatar, atteignent la tour qui génère le rubis fantôme, et la détruisent. Or, à leur retour, la bataille contre les répliques s'intensifie, car le nombre de répliques s'accroît par milliers, Silver et les autres tiennent bon jusqu'à ce que la bataille s'achève par les défaites d'Infinite et d'Eggman.
Après la victoire des résistants sur les forces d'Eggman. Knuckles annonce la dissolution de la Résistance, Silver ajoute qu'il y'aura beaucoup à faire et que ce n'est que le début.

### Sonic and the Secret Rings
Silver est jouable en mode multijoueur, il est l'avant dernier personnage à débloquer. Il faut collecter 84 Fire Souls pour le débloquer.

### Série Sonic Riders
Silver est un personnage jouable qui peut être déverrouillé dans Sonic Riders: Zero Gravity et Sonic Free Riders.

### Série Mario et Sonic aux Jeux Olympiques
Silver allait être jouable dans le 1er Mario et Sonic aux Jeux olympiques, mais il a été supprimé pour des raisons inconnues.
C'est dans Mario et Sonic aux Jeux olympiques d'hiver qu'il apparaît pour la première fois en tant que personnage jouable dans cette franchise. Il apparaît ensuite dans les opus suivants toujours en tant que personnage jouable.

### Team Sonic Racing
Silver est un personnage jouable de départ, il court pour la Team Vector dans la catégorie Technique. Il est jouable dans le mode Aventure en équipes à partir du deuxième chapitre.

## Historique des apparitions de Silver
- 2006 : Sonic the Hedgehog
- 2006 : Sonic Rivals
- 2007 : Sonic and the Secret Rings
- 2007 : Sonic Rivals 2
- 2008 : Sonic Riders: Zero Gravity
- 2008 : Sega Superstars Tennis (caméo)
- 2009 : Sonic et le Chevalier noir
- 2009 : Mario et Sonic aux Jeux olympiques d'hiver
- 2010 : Sonic Free Riders
- 2010 : Sonic Colours (version DS uniquement)
- 2011 : Sonic Generations
- 2011 : Mario et Sonic aux Jeux olympiques de Londres 2012
- 2013 : Sonic Dash
- 2013 : Mario et Sonic aux Jeux olympiques d'hiver de Sotchi 2014
- 2015 : Sonic Runners
- 2016 : Mario et Sonic aux Jeux olympiques de Rio 2016
- 2017 : Sonic Forces
- 2019 : Team Sonic Racing
- 2019 : Mario et Sonic aux Jeux olympiques de Tokyo 2020
- 2024 : Sonic X Shadow Generations
- 2025 : Sonic Rumble
- 2025 : Sonic Racing: Crossworlds

## Caractéristiques
Silver est un hérisson gris clair anthropomorphique avec des yeux dorés et un museau de couleur beige. Comme Shadow et Jet the Hawk, il possède de la fourrure blanche sur sa poitrine, il a un nez noir sur son museau. Il possède cinq épines distinctes vers le haut formant un éventail, les 2 dernières recouvrent ses petites oreilles, et deux grandes épines à l'arrière de sa tête, il a aussi une queue courte et pointue.
Au niveau de sa tenue vestimentaire, Silver porte des gants blancs avec des cercles cyan avec des lignes sortant du bas menant à ses bracelets dorés accentuées de cyan. Le dessus de ses bottes d'une mode similaire comportant une gemme rouge sertie d'or. Le reste de ses bottes est bleu marine avec une bande blanche au milieu, des orteils cyan ainsi que des semelles grises.

## Interprétation
Dans Sonic the Hedgehog, Sonic Rivals, Sonic and the Secret Rings, Sonic Rivals 2, Sonic Riders: Zero Gravity et Mario et Sonic aux Jeux olympiques d'hiver, Silver est doublé par Pete Cappella.
Entre Sonic Free Riders et Sonic Forces il est doublé par Quinton Flynn.
Depuis 2019, Silver est doublé par Bryce Papenbrook.
En France, Silver est doublé par Hervé Grull depuis Sonic Generations. Auparavant, ce dernier doublait Chris Thorndyke issu de la série animée Sonic X.